# 吉住梢
吉住梢（日语：／ Yoshizumi Kozue，1979年9月7日—）是日本女性聲優。屬於ARTSVISION藝能事務所。東京都出身。血型A型。本名相同。

## 來歷、人物
- 興趣和特長包括購物、音樂鑑賞、讀書、繪畫、插畫。
- 原先是Band Girl。特别是追名古屋的視覺系樂團。
- 對娃娃和時尚亦挺有了解。
- 是らいむ隊ARMY和UYAMUYA等聲優組合的成員之一。
- 家裡有雙親和一個弟弟。

## 主要出演作品
※主要角色以粗體字表示。

### 電視動畫
- 黑之契約者 -流星的雙子-（澤崎耀子）
- 秋葉原電腦組（櫻上水雀）
- 伊甸少年（櫻）
- 櫻蘭高校男公關部（寶積寺蓮華）
- 星際牛仔（18話・少女B）
- 快感指令（祐子）
- 花鈴的魔法戒（烏丸妃路）
- 基因攻防戰（ナターシャ）
- 東京魔人學園劍風帖 龖（比良坂紗夜）
- 爆裂天使（夏莉）
- 花右京女侍隊 La Verite（檸檬）
- 小心啊公主（美涼葵）
- 雙戀（千草初）
- 雙戀 Alternative（千草初）
- 青檸色之戰奇譚（鍋島綾）
- 幻影死神（高木理事、高井理恵）
- 真· 戀姬†無雙（張梁）

### OVA
- 你所期望的永遠（玉野真由）
- Happy World!（可奈子）
- 水色（進藤睦月）
- 電波系彼女（墮花光）

### 網上動畫
- 亞由真由劇場（玉野真由）

### 劇場版動畫
- 秋葉原電腦組 2011年暑期（櫻上水雀）
- 幻影死神（高井理惠）

### 電子遊戲
- I/O（篠塚真佐實、篠塚真佑實）
- 東京魔人學園劍風帖（比良坂紗夜）
- 東京魔人學園外法帖（比良坂）
- 雙戀 -Futakoi-（千草初）
- Muv-Luv Alternative全年齢版（煌武院悠陽）
- 水色（DC）（進藤睦月）
- 彈珠汽水（PS2）（女將）
- Like Life an hour（PS2）（小林唯月/信子/氷庫/）
- Little Lovers SHE SO GAME（PS）（池田一枝）

## 外部連結
- 經紀公司所載簡歷（日語）